# Піньїнь
Піньї́нь (кит. 拼音, пін. pīnyīn), повна офіційна назва Ханьюй піньїнь (кит. 汉语拼音, пін. Hànyǔ pīnyīn, «Запис звуків китайської мови») — найпоширеніший стандарт латинізування китайської мови (мандаринського діалекту), тобто позначення звуків китайської за допомогою латинської абетки. Піньїнь був розроблений наприкінці 50-х років XX століття, офіційно прийнятий на континентальній частині Китаю в 1979 році і прийнятий як міжнародний стандарт у 1991 році. Піньїнь також використовують для введення ієрогліфів на комп'ютері та для пошуку слів у словнику. Альтернативна назва — «китайський фонетичний алфавіт» (КФА).

## Історія
Поодинокі випадки латинізації китайських слів почалися ще до Ренесансу, коли Марко Поло та інші європейці вступили в контакт з китайською культурою. Систематична ж латинізація китайської мови почалася в XVII столітті священнослужителями Маттео Річчі, Ніколасом Тріголєм та іншими, які прибули до Китаю вивчати мову й проповідувати християнство. Пізніше до латинізації приєдналися інші європейці. 1867 року Томас Л. Вейд, секретар з китайської мови у британському посольстві в Китаї, видав книгу «Самовчитель китайської» (кит. 语言自迩集, пін. Yǔyán zì ěr jí), для якого він адаптував систему латинізації священнослужителя Р. Морісона. Через 45 років Х. Л. Джайлз видав китайсько-англійський словник, де він використав ту ж саму систему з деякими змінами.
Розуміючи, що традиційна система письма китайської мови заважає загальній освіті в країні, численні китайські інтелектуали започаткували рух за латинізацію китайської мови. Такі вчені, як Лу Сінь (鲁迅), Ху Ши (胡适), Лі Цзіньсі (黎锦熙), Лінь Ютан (林语堂), Чжао Юаньжень (赵元任), Цянь Сюаньтон (钱玄同) були палкими прихильниками цього руху. Починаючи з 1897 року було запропоновано багато систем, а в 1928 міністерство освіти націоналістичного уряду прийняло «мандарино-латинську систему» кит. 国语罗马字, пін. Guóyǔ luómǎ zì, запропоновану видатним лінгвістом Чжао Юаньженєм. У цій системі немає діакритичних знаків тонів, натомість склади з різними тонами мають різне літерне написання. Система стала дуже популярною серед тих, хто займався китайською мовою в США, але вона не розповсюдилася в Китаї.
У той самий час багато комуністів-революціонерів також підтримували ідею латинізації. 1931 року на конференції китайських громадян на радянському Далекому Сході була прийнята система латинизації Цюй Цюбая (кит. 瞿秋白的拉丁化新文字, пін. Qú Qiūbái de lādīnghuà xīnwénzì). У ній ніяк не відображалися тони́, тому вона була набагато простішою за попередню. За цією системою навчалися робітники на радянському Далекому Сході та в Янані, оплоті китайської комуністичної революції. За кілька років радянський уряд створив комітет з вивчення питання латинізації китайської мови, і в 1958 було запропоновано нову «схему запису звуків китайської мови» (кит. 汉语拼音方案, пін. Hànyǔ pīnyīn fāng'àn). Багато років ханью піньїнь фан'ань використовували у початковому навчанні та у словниках, а систему Вейлд-Джайлза — в англомовних публікаціях до 1979 року, коли Міжнародна організація зі стандартизації ухвалила рішення зробити піньїнь міжнародним стандартом латинізації китайської.

## Позначення тонів
Кожен склад китайської мови може читатися одним з чотирьох тонів, що відрізняються інтонацією, або ж нейтральним, так званим легким тоном. В піньїні позначки тонів ставляться над головною голосною складу.
1. Перший тон позначається макроном (ˉ) над голосною:
Āā Ēē Īī Ōō Ūū Ǖǖ
2. Другий тон позначається акутом, тобто знаком, який використовується в українській для позначення наголосу:
Áá Éé Íí Óó Úú Ǘǘ
3. Третій тон позначається бревісом (гачеком, v-подібною позначкою над літерою):
Ǎǎ Ěě Ǐǐ Ǒǒ Ǔǔ Ǚǚ
4. Четвертий тон позначається в письмі гравісом (знаком зворотного наголосу) (`):
Àà Èè Ìì Òò Ùù Ǜǜ
5. П'ятий, нейтральний тон не позначається в письмі:
Aa Ee Ii Oo Uu Üü

Інколи тони ще позначається цифрами 1-4, що йдуть після власне складу, наприклад: ma3=mǎ
Легкий тон в цьому разі позначається цифрою 5 або 0.

## Правила орфографії
Написання складів разом і окремо
1. Звичайно кожне слово китайської мови пишеться окремо. Слово може складатися з одного складу або з декількох складів, що позначають єдине поняття:
péngyǒu (朋友) — друг
túshūguǎn (图书馆) — бібліотека
Zhào Yuánrèn (趙元任) — Чжао Юаньжень, китайський мовознавець
Ānnà (安娜) — Анна (Ганна), ім'я
2. Разом пишуться географічні назви та похідні від них слова, які складаються з декількох ієрогліфів; але треба відокремлювати їх від назви провінції, округу тощо та від топографічних показників, наприклад, 市 (shì, місто), 省 (shěng, провінція), 江 (jiāng, річка):
广州 Guǎng-zhōu — Гуанчжоу (Ґуанг-джоу)
美国人 měiguórén — американець
看了 kànle — читав
看过了 kàngguòle — прочитав
火车 到了 Huǒchē dàole. Потяг прийшов.
Дієслово і додаток пишуться разом, якщо вони є одним словом:
吃饭 — chīfàn — їсти
睡觉 — shuìjiào — спати
看书 — kànshū — вчитися
我们 wǒmen — ми
他们 tāmen — вони
我们的 wǒmen-de — wǒ-men
zhè (ge) rén — ця людина
zhèxiē — ці
zhège — цей
十五 shíwǔ — п'ятнадцять
两个人 liǎng ge rén — дві людини
13. Bǎi (сто), qiān (тисяча), wàn (десять тисяч), yì (сто мільйонів) у складі числівників пишуться разом з попередньою частиною числівника, але окремо від наступної: jiǔyì líng qīwàn èrqiān sānbǎi wǔshí liù — дев'ятсот мільйонів сімдесят дві тисячі триста п'ятдесят шість.
dìshísān — тринадцятий
māma de shū — мамина книга
Tā zài ma? — Він тут?
Вживання великої літери
1. Велика літера вживається на початку речення:
Míngtian nǐ qù ma? — Завтра ти йдеш?
2. Велика літера вживається на початку власних імен і назв: Běijīng — Пекін
3. Велика літера вживається на початку географічних назв: Huánghé — Хуанхе
Вживання апострофа
Якщо склад, що починається з а-, о-, е- стоїть після іншого складу, то між ними вживається апостроф:
皮袄 pi'ao — порівн. 票 piao

## Рудиментарні правила прочитання
Піньїнь використовується для запису китайських прізвищ у англомовних текстах та текстах іншими європейськими мовами. Здебільшого ним передаються імена спортсменів і політиків. Тому журналістам, тележурналістам, а особливо спортивним коментаторам слід знати хоча б рудименти прочитання піньїня.
- Наприкінці слова «ng» — тверде «н», «n» — м'яке «нь». Наприклад: Pang Wei — Пан Вей, An Qi — Ань Ці.
- «x» читається, як м'яке «с» (з присвистом), а не як «кс». Наприклад, Deng Xiaoping — Ден Сяопін.
- «ui» читається, як «вей» (уей). Передається українською як «уей» (іноді «ой») у складі «hui». Наприклад: Huang Huidan — Хуан Хуейдань, Liao Hui — Ляо Хой. В інших складах передається українською як «уй».
- «u» наприкінці відкритого складу після j, q, x, y та ü після l, n передається «юй». Наприклад: Xu Xin — Сюй Сінь.
- «c» — «ц». Наприклад: Cai Li — Цай Лі.
- «q» — середнє між м'яким «ч» і м'яким «ц» (на письмі — ц). Наприклад: Wei Qiuyue — Вей Цююе.
- «ch» — «ч». Наприклад: Xu Chen — Сюй Чень.
- «z» — «дз» (один звук; на письмі стандартно передається як цз). Наприклад: Jin Ziwei — Цзінь Цзивей.
- «zh» — «дж» (один звук; на письмі чж). Наприклад: Zhang Enhua — Чжан Еньхуа.
- «g» — «ґ» (на початку складу; наприкінці не вимовляється, є ознакою твердості попереднього приголосного). Наприклад, Gao Ling — Ґао Лін.
- «j» — м'яке «цз» (близьке до «z», але відображає м'яку вимову). Наприклад: Zhao Junzhe — Чжао Цзюньчже,
- «yi» на початку слова чи складу читається «ї». Наприклад: Yi Long — Ї Лун.
- «o» перед «ng» передається як «у»; «uo» передається як «о». Наприклад: Gong Zhichao — Гун Чжичао, Kong Fanyu — Кун Фанью, Guo Wenjun — Го Веньцзюнь або Xi Luozhuoma — Сі Лочжома (тибетське китаїзоване ім'я).
- «r» на початку складу передається літерою «ж». Наприклад: Li Xuerui — Лі Сюежуй, Zhang Rongrui — Чжан Жунжуй.
- «w» на початку складу перед «u» на письмі не передається. Наприклад: Wu Minxia — У Мінься.
- «lü» передається, як «люй» («lüe» — «люе»). Наприклад: Lü Xiaojun — Люй Сяоцзюнь.

Для передачі піньїня українською мовою використовується переважно академічна система транскрибування на основі системи Палладія. 2019 року було також запропоновано альтернативну нову систему — Кірносової—Цісар.[джерело?]

## Порівняльна таблиця
Про відповідні норми української мови див. тут (NB джерела на сторінці обговорення)
| МФА            | ɑ  | ɔ  | ɤ   | ɛ  | aɪ | eɪ̯ | ɑʊ̯ | ɤʊ̯ | an | ən | ɑŋ  | ɤŋ  | ɑɻ  | ʊŋ   | i  | i̯ɛ   | i̯ɤʊ̯  | i̯ɛn  | in   | iŋ   |
| Піньїнь        | a  | o  | e   | e  | ai | ei | ao | ou | an | en | ang | eng | er  | ong  | yi | ye   | you  | yan  | yin  | ying |
| Тун'юн-піньїнь | a  | o  | e   | e  | ai | ei | ao | ou | an | en | ang | eng | er  | ong  | yi | ye   | you  | yan  | yin  | ying |
| Вейд-Джайлз    | a  | o  | o/ê | eh | ai | ei | ao | ou | an | ên | ang | êng | êrh | ung  | i  | yeh  | yu   | yen  | yin  | ying |
| Чжуїнь         | ㄚ | ㄛ | ㄜ  | ㄝ | ㄞ | ㄟ | ㄠ | ㄡ | ㄢ | ㄣ | ㄤ  | ㄥ  | ㄦ  | ㄨㄥ | ㄧ | ㄧㄝ | ㄧㄡ | ㄧㄢ | ㄧㄣ | ㄧㄥ |
| Приклад        | 阿 | 哦 | 俄  |    | 艾 | 黑 | 凹 | 偶 | 安 | 恩 | 昂  | 冷  | 二  | 中   | 一 | 也   | 又   | 言   | 音   | 英   |

| МФА            | u  | u̯ɔ   | u̯eɪ̯  | u̯aɪ̯  | u̯an  | u̯ən  | u̯ʊn  | u̯ɤŋ  | u̯ʊŋ  | y  | y̯œ   | y̯ɛn  | yn   | i̯ʊŋ  |
| Піньїнь        | wu | wo   | wei  | wai  | wan  | wen  |      | weng |      | yu | yue  | yuan | yun  | yong |
| Тун'юн-піньїнь | wu | wo   | wei  | wai  | wan  |      | wun  |      | wong | yu | yue  | yuan | yun  | yong |
| Вейд-Джайлз    | wu | wo   | wei  | wai  | wan  | wên  |      | wêng |      | yü | yüeh | yüan | yün  | yung |
| Чжуїнь         | ㄨ | ㄨㄛ | ㄨㄟ | ㄨㄞ | ㄨㄢ | ㄨㄣ | ㄨㄣ | ㄨㄥ | ㄨㄥ | ㄩ | ㄩㄝ | ㄩㄢ | ㄩㄣ | ㄩㄥ |
| Приклад        | 五 | 我   | 位   | 外   | 完   | 文   | 文   | 翁   | 翁   | 玉 | 月   | 元   | 云   | 用   |

| МФА            | p  | pʰ | m  | fɤŋ  | fʊŋ  | ti̯ou̯   | tu̯ei̯   | tʰ | ny   | ly   | kɤɻ    | kʰ | xɤ   |
| Піньїнь        | b  | p  | m  | feng |      | diu    | dui    | t  | nü   | lü   | ger    | k  | he   |
| Тун'юн-піньїнь | b  | p  | m  |      | fong | diou   | duei   | t  | nyu  | lyu  | ger    | k  | he   |
| Вейд-Джайлз    | p  | p' | m  | fêng |      | tiu    | tui    | t' | nü   | lü   | kêrh   | k' | ho   |
| Чжуїнь         | ㄅ | ㄆ | ㄇ | ㄈㄥ | ㄈㄥ | ㄉㄧㄡ | ㄉㄨㄟ | ㄊ | ㄋㄩ | ㄌㄩ | ㄍㄜㄦ | ㄎ | ㄏㄜ |
| Приклад        | 玻 | 婆 | 末 | 封   | 封   | 丟     | 兌     | 特 | 女   | 旅   | 歌儿   | 可 | 何   |

| МФА            | tɕi̯ɛn  | tɕi̯ʊŋ  | tɕʰin  | ɕy̯ɛn   | ʈʂɤ  | ʈʂɨ  | ʈʂʰɤ | ʈʂʰɨ  | ʂɤ   | ʂɨ   | ʐɤ   | ʐɨ  | tsɤ  | tsu̯ɔ   | tsɨ | tsʰɤ | tsʰɨ | sɤ   | sɨ  |
| Піньїнь        | jian   | jiong  | qin    | xuan   | zhe  | zhi  | che  | chi   | she  | shi  | re   | ri  | ze   | zuo    | zi  | ce   | ci   | se   | si  |
| Тун'юн-піньїнь | jian   | jyong  | cin    | syuan  | jhe  | jhih | che  | chih  | she  | shih | re   | rih | ze   | zuo    | zih | ce   | cih  | se   | sih |
| Вейд-Джайлз    | chien  | chiung | ch'in  | hsüan  | chê  | chih | ch'ê | ch'ih | shê  | shih | jê   | jih | tsê  | tso    | tzŭ | ts'ê | tz'ŭ | sê   | szŭ |
| Чжуїнь         | ㄐㄧㄢ | ㄐㄩㄥ | ㄑㄧㄣ | ㄒㄩㄢ | ㄓㄜ | ㄓ   | ㄔㄜ | ㄔ    | ㄕㄜ | ㄕ   | ㄖㄜ | ㄖ  | ㄗㄜ | ㄗㄨㄛ | ㄗ  | ㄘㄜ | ㄘ   | ㄙㄜ | ㄙ  |
| Приклад        | 件     | 窘     | 秦     | 宣     | 哲   | 之   | 扯   | 赤    | 社   | 是   | 惹   | 日  | 仄   | 左     | 字  | 策   | 次   | 色   | 斯  |

| МФА            | ma˥˥ | ma˧˥  | ma˨˩˦ | ma˥˩  | ma     |
| Піньїнь        | mā   | má    | mǎ    | mà    | ma     |
| Тун'юн-піньїнь | ma   | má    | mǎ    | mà    | må     |
| Вейд-Джайлз    | ma1  | ma2   | ma3   | ma4   | ma0    |
| Чжуїнь         | ㄇㄚ | ㄇㄚˊ | ㄇㄚˇ | ㄇㄚˋ | ㄇㄚ・ |
| Приклад        | 媽   | 麻    | 馬    | 罵    | 嗎     |